# هوى بحري (مسلسل)
هوى بحري مسلسل درامي سوري من إنتاج شركة الشام الدولية للإنتاج السينمائي والتلفزيوني من تأليف الروائي العربي قمر الزمان علوش وقامت
المغنية الممثلة نورا رحال بغناء شارة المقدمة الإشارة الختامية لحلقات المسلسل مع ميشيل أشقر

## قصة المسلسل
تبدأ بعودة «الكابتن» وهو الشخصية الرئيسية والتي تظهر كنافذة للسكان على العالم، فهذه القرية ارادها الكاتب منسية تماماً ولا تملك اتصالاً مع محيطها العام حيث يبدو سكانها وكأنهم خارج التاريخ، وإذا كانت عودة الكابتن تشكل بداية الاحداث الا ان الحلقة الأولى اظهرت مشهداً لانتحار عاشق من القرية، وهو ما جعل السكان يخافون الحب ويبتعدون عن الشكل الطبيعي للحياة الإنسانية، لكن الكابتن نفسه يقع في العشق فور عودته فيتخلى الناس عنه ويعتبرونه ميتاً، لكن حبه الذي جوبه بالرفض من قبل الفتاة التي احبها يعيد تعلق الناس به ويسعون إلى التوفيق بينهما، وتسير كافة الاحداث داخل محاولات اصدقائه لجذب انتباه حبيبته، وضمن هذا التكوين تصور القصة بقالب فانتازي عمليات التبدل التي تطرأ على العلاقات داخل القرية نتيجة تسرب الحب إلى حياتها، وتنقل صراع الشخصيات لاستعادة الجانب المشرق في الدنيا، فهي كانت تعيش على تقويم خاص ينظمه عودة الكابتن من رحلاته البحرية بما يحمله من قصص مشوقة، ولكنها بعد ذلك بدأت تشكل ايقاعها الخاص الذي يظهر في العواطف التي تبرز من الشخصيات، وذكرياتها أو احباطاتها الناجمة عن الموقف العام من المرأة والحب وتجريدها للحياة من أجمل العواطف، وفي المقابل لم تكن عودة الكابتن تحمل فرحاً عاماً لنساء القرية فهو يسلخ الرجال عن عائلاتهم، ويغير من الهدوء المخيم على الحياة اليومية فيشعرهن بفوضى لم يعتدن عليها.

## الممثلون
- أيمن زيدان
- نورمان أسعد
- كاريس بشار
- شكران مرتجى
- حسن عويتي
- نبال جزائري
- سامر المصري.
- طلحت حمدي.
- أيمن رضا.
- باسم ياخور.
- حسن دكاك.
- عبد الفتاح مزين.